# Zimmerservice (Hotel)

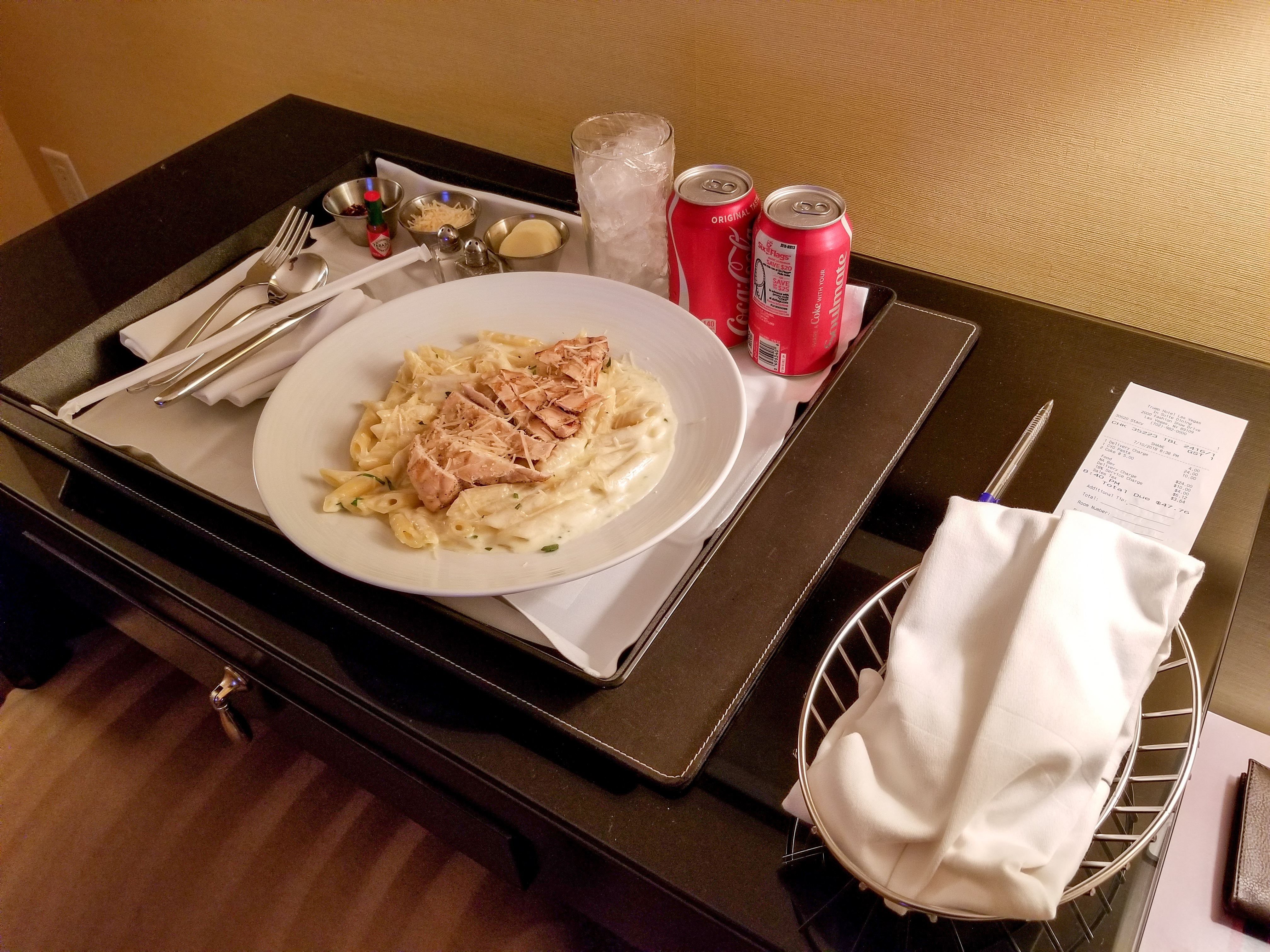
Ein Pasta-Gericht in einem Hotelzimmer, das über den Zimmerservice bestellt wurde

Zimmerservice (auch englisch room service [ˈru̇m ˈsər-vəs] Anhörenⓘ) ist ein Oberbegriff für Dienstleistungen im Gastgewerbe, die in Hotels gehobener Kategorien im jeweiligen Zimmer eines Gastes angeboten werden. Der Begriff wurde 1916 etabliert.

## Kategorisierung
In Deutschland legt der Deutsche Hotel- und Gaststättenverband die Kategorisierung von Beherbergungsbetrieben fest. Demnach muss eine Vier-Sterne-Unterkunft einen 24-Stunden-Zimmerservice zur Bestellung von Speisen und Getränken oder eine Minibar für alle Zimmer bieten.

## Personengebundener Zimmerservice

### Speisen und Getränke
Durch einen Anruf bei der Rezeption können in manchen Hotels Speisen und Getränke aufs Zimmer bestellt werden. Gelegentlich gibt es dazu eine dafür vorgesehene Speisekarte im Zimmer. Die georderten Speisen und Getränke werden von der Hotelküche zubereitet und dann dem Gast aufs Zimmer gebracht. Dafür wird entweder ein Trinkgeld erwartet oder dieses ist als Servicegebühr in den höheren Preisen der Speisekarte enthalten.

### Andere Dienstleistungen
Andere Formen personengebundener Zimmerservices sind beispielsweise Massagen auf einer mobilen Massageliege oder Maniküre bzw. Fußpflege auf dem Zimmer.

## Kontaktloser Zimmerservice
Eine kontaktlose Form des Zimmerservice ist die Bereitstellung einer Minibar im Zimmer des Gastes.